# Ternant (Charente-Maritime)
Ternant ist eine französische Gemeinde mit 381 Einwohnern (Stand: 1. Januar 2022) im Département Charente-Maritime in der Region Nouvelle-Aquitaine (vor 2016: Poitou-Charentes); sie gehört zum Arrondissement Saint-Jean-d’Angély und zum Kanton Saint-Jean-d’Angély. Die Einwohner werden Ternantais und Ternantaises genannt.

## Geographie
Ternant liegt etwa 60 Kilometer ostsüdöstlich von La Rochelle in der Saintonge. Umgeben wird Ternant von den Nachbargemeinden La Vergne im Norden, Saint-Jean-d’Angély im Osten, Mazeray im Süden sowie Voissay im Westen.
Durch die Gemeinde führt die Autoroute A10.

## Bevölkerungsentwicklung
| Jahr                      | 1962 | 1968 | 1975 | 1982 | 1990 | 1999 | 2006 | 2013 | 2020 |
| Einwohner                 | 187  | 179  | 198  | 211  | 215  | 237  | 305  | 372  | 371  |
| Quelle: Cassini und INSEE |      |      |      |      |      |      |      |      |      |

## Sehenswürdigkeiten
- Kirche La Nativité de la Sainte-Vierge

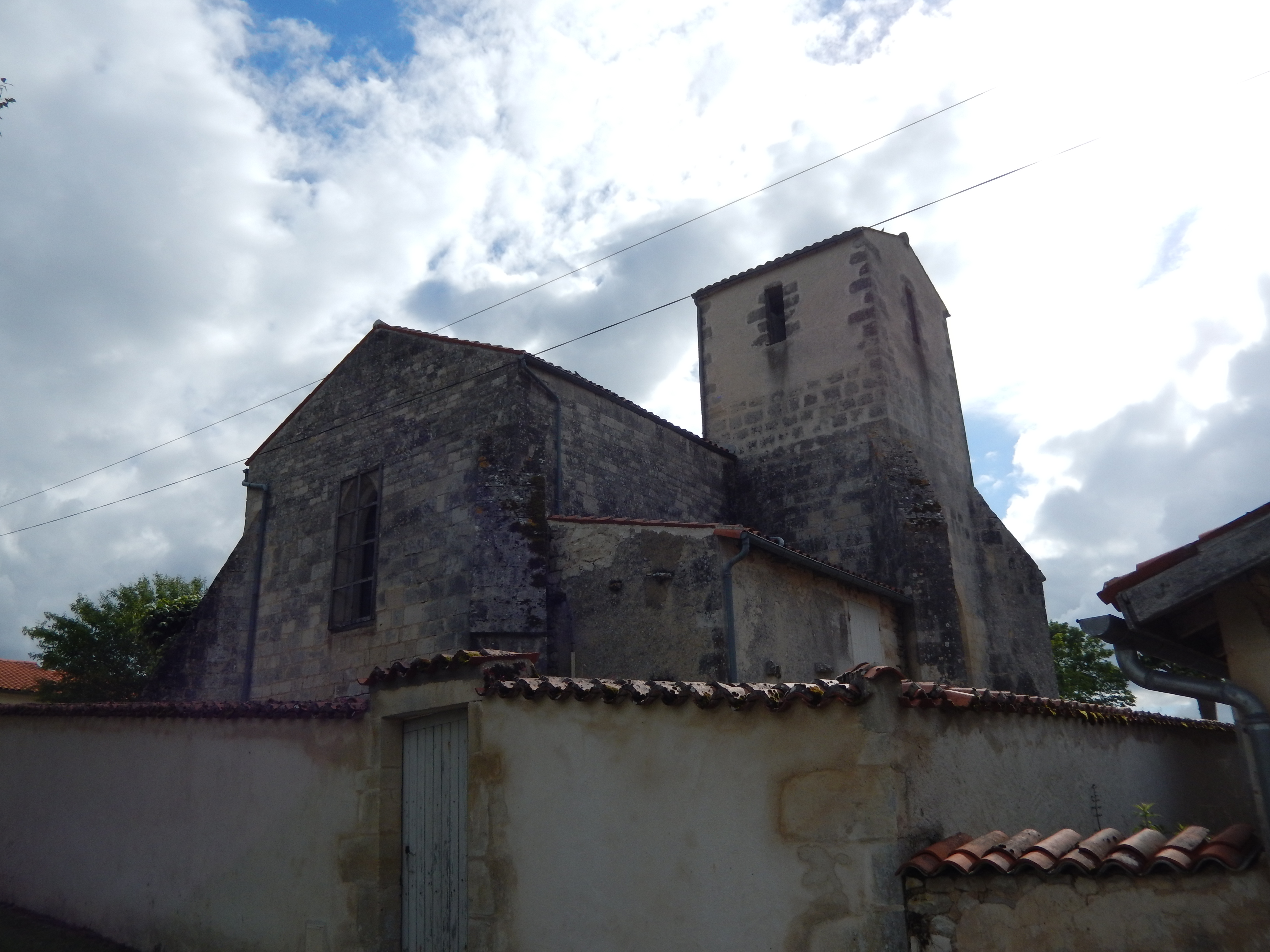
Kirche La Nativité de la Sainte-Vierge